# Григорий Чудотворец
Григо́рий Чудотво́рец (др.-греч. Γρηγόριος ὁ Θαυματουργός, ок. 213, Неокесария — ок. 270—275, там же) — 1-й епископ Неокесарийский, святитель, богослов.
Память в Католической и Православой церкви — 17 (30) ноября.

## Биография
Согласно блж. Иерониму Стридонскому, Григорий Чудотворец первоначально носил имя «Феодор». Евсевий Кесарийский, сообщая о том, что к Оригену в Кесарию Палестинскую стекалось много учеников не только из местных жителей, но и отовсюду, отмечает, что из них он знает как наиболее выдающихся — Феодора, который тождественен со знаменитым среди современных Евсевию епископов Григорием Чудотворцем, и брата его свт. Афинодора.
Перемена имени была связана, вероятно, с крещением. По мнению А. Крузеля, свт. Григорий Чудотворец был первым христианином, носящим специфически христианское имя «Григорий» («бодрствующий, пробудившийся»); исследователь отмечает также отсутствие сведений о том, что это имя использовалось у язычников, т. о. Григорий Чудотворец, вероятно, был первым человеком, носившим это имя. Святитель происходил из знатной и богатой семьи: мать хотела дать ему такое образование, какое получали дети благородного происхождения. Семейная обстановка, характер образования, планы относительно жизненной карьеры, язык произведений свидетельствуют о принадлежности свт. Григория Чудотворца к потомкам греческих поселенцев в Неокесарии.
Первоначальное воспитание свт. Григория Чудотворца было языческим. В 14 лет он лишился отца. «Потеря отца и сиротство» были для него «началом истинного познания»: в это время он впервые «обратился к истинному и спасительному Слову», однако внешне его жизнь не изменилась. Окончив образование в школе грамматика, Григорий по желанию матери поступил в школу ритора, где он не соглашался произносить о ком-либо похвальные речи, если это было несогласно с истиной. Под влиянием учителя латинского языка Григорий отказался от перехода из школы ритора в школу философа и занялся юриспруденцией. Для совершенствования образования он вместе с братом Афинодором отправился в город Вирит (Бейрут), где находилась крупнейшая юридическая школа на Востоке. Ближайшим поводом к поездке было то, что муж сестры свт. Григория Чудотворца, назначенный советником к императорскому наместнику Палестины в Кесарию, хотел, чтобы за ним последовала его жена, взяв с собой обоих братьев. Прибыв в Кесарию Палестинскую, братья захотели послушать Оригена, который в это время основал здесь школу наподобие александрийской (см. ст. Богословские школы древней Церкви). Согласно свт. Григорию Нисскому, в знакомстве свт. Григория Чудотворца с Оригеном принимал участие Фирмилиан Кесарийский.
Встреча с Оригеном определила дальнейшую жизнь свт. Григория Чудотворца. Заметив дарования братьев, Ориген решил сделать их своими учениками и убедил их в пользе философии. По словам свт. Григория Чудотворца, он «прежде всего приложил всякое старание к тому, чтобы привязать нас к себе» и в конце концов сила убеждения и обаяние личности Оригена заставили Григория пренебречь всеми делами и науками: «Подобно искре, попавшей в самую душу мою, возгорелась и воспламенилась моя любовь, как к священнейшему, достойнейшему любви самому Слову… так и к сему мужу, Его другу и проповеднику… Одно было для меня дорого и любезно — философия и руководитель в ней — этот божественный человек». Вначале Ориген, пользуясь сократическим методом, подготовил в Григории почву к восприятию доводов разума. Затем он начал раскрывать ему различные части философии, прежде всего логику и диалектику, заставляя исследовать внутреннюю сущность каждой вещи и подвергать критике внешние впечатления, отдельные выражения и обороты речи. Ориген сообщал также естественнонаучные сведения, в том числе из геометрии и астрономии. Следующей ступенью обучения была этика, причём Ориген стремился соответственно наставлениям сформировать характер и образ жизни Григория, заставив его полюбить христианские добродетели. От изучения языческих философов он постепенно подвёл ученика к библейской экзегетике. По словам свт. Григория Чудотворца, «для меня не было ничего запретного… но я имел возможность получить знание о всяком учении, и варварском и эллинском… и божественном и человеческом».
По окончании 5-летнего обучения в Кесарии Палестинской Григорий вместе с братом Афинодором возвратился на родину. Вскоре он получил письмо от Оригена, в котором тот убеждал его принести свои дарования и знания на служение христианству и заняться внимательным изучением Священного Писания. В Неокесарии Григорий принял решение удалиться от шума площадей и от всей городской жизни и в уединении пребывать с собой и через себя с Богом, однако ок. 245 года он был поставлен Федимом, еп. Амасийским, во епископа Неокесарийского. Согласно свт. Григорию Нисскому, свт. Григорий Чудотворец сначала не желал принимать посвящение, боясь, чтобы «заботы священства, как некоторое бремя, не послужили ему препятствием в любомудрии». Поэтому Федим после долгих усилий, «нисколько не обращая внимания на расстояние, отделяющее его от Григория (ибо он находился от него на расстоянии трех дней пути), — но воззрев к Богу и сказав, что Бог в час сей равно видит и его самого и того, вместо руки налагает на Григория слово, посвятив его Богу, хотя он и не присутствовал телом, назначает ему оный город, который до того времени был одержим идольским заблуждением». Свт. Григорий Чудотворец полагал, что не может противиться такому, хотя и необычному назначению. После этого над ним было совершено все, что требовалось по закону для посвящения во епископа.
Согласно свт. Григорию Нисскому, когда свт. Григорий Чудотворец после епископской хиротонии целую ночь размышлял о предметах веры, явившийся Иоанн Богослов по просьбе Матери Божией в стройных и кратких словах изрёк ему тайну веры. Григорий Чудотворец заключил это божественное учение в письмена, проповедовал по нему в Церкви и оставил его в наследие потомкам.
О силе его проповедей свидетельствует свт. Григорий Нисский: «Слушавших слово его сперва было малое число; но прежде, нежели окончился день и зашло солнце, столько присоединилось их к первому собранию, что множества уверовавших достаточно было, чтобы составить народ. Утром опять появляется народ у дверей, вместе с ними жены и дети, и преклонные летами и страждущие от демонов или от какого другого недуга. И он, стоя в середине, уделял силой Святого Духа каждому из собравшихся то, что соответствовало его нуждам: проповедовал, рассуждал, увещевал, учил, исцелял».
Проповедь свт. Григория Чудотворца имела такое воздействие, что если до него в городе было не более 17 христиан, то в конце жизни он тщательно разыскивал по всей окрестности, не остался ли ещё кто-либо чуждым вере, и узнал, что оставшихся в старом заблуждении не более 17 человек. Деятельность свт. Григория Чудотворца распространялась также на соседние города. Так, свт. Григорий Нисский подробно рассказывает о поставлении им во епископа Понтийских Коман угольщика Александра, будущего мученика.
Во время гонения императора Деция (250-е годы, см. ст. Гонения в Римской империи) свт. Григорий Чудотворец, подобно свт. Дионисию, еп. Александрийскому, и свт. Киприану, еп. Карфагенскому, удалился в близлежащие горы, где чудесно избавился от преследователей . По окончании гонения свт. Григорий «повсюду учредил некоторое прибавление в богослужении, узаконив [совершать] торжественные праздники в честь пострадавших за веру. Останки мучеников были распределены по различным местам, и народ, собираясь ежегодно в определенные времена, веселился, празднуя в честь мучеников».
Ок. 254 (Дрезеке) или 258 года (Риссель) в Понтийскую Церковь вторглись бораны и готы (см. Скифская война III века). Свт. Григорий Чудотворец описывает это нашествие в «Каноническом послании».
Из последующей жизни святителя известен факт его участия Вместе с братом Афинодором и др. учениками Оригена в I Антиохийском Соборе против Павла Самосатского (264 год). По свидетельству блж. Феодорита, еп. Кирского, «из собравшихся первенствовали Григорий Великий, знаменитый, совершивший ради обитающей в нём благодати Духа всеми воспеваемые чудотворения, и Афинодор, брат его».
Умер свт. Григорий Чудотворец в царствование императора Аврелиана между 270 и 275 годами.

## «Чудотворец»
Наименование «Чудотворец» (Thaumatourgos) утвердилось за ним с V века. До этого святитель именовался либо как «Григорий Великий» (святители Василий Великий, Григорий Нисский, Григорий Богослов, диакон Василий в «Деяниях» Эфесского Собора (431), Евсевий Дорилейский (448), Евтихий (449), Эвипп Неокесарийский (ок. 457), либо просто как «Григорий» Руфин (402), блж. Иероним Стридонский (392), Сократ Схоластик (440); Евсевий Кесарийский добавляет «знаменитый», а Созомен — «выдающийся». М. ван Эсбрук, полагая, что расцвет почитания свт. Григория Чудотворца начался в аполлинарианских кругах, отмечает монофизитский контекст возникновения титула «Чудотворец»: он появляется в «Опровержении Халкидонского Собора» Тимофея Элура, а также засвидетельствован Захарией Митилинским и Севиром Антиохийским (письмо 507 года); встречается в «Эктесисе» патр. Мины и клятвенном показании Анфима Трапезундского (536).
Влияние свт. Григория Чудотворца на религиозную жизнь понтийской страны засвидетельствовано свт. Василием Великим, который сообщает, в частности, что неокесарийцы до 2-й половины IV века «не прибавляли ни действия, ни слова, ни таинственного какого-либо знака сверх тех, какие он оставил». По словам свт. Василия, место свт. Григория Чудотворца — среди апостолов и пророков, ибо он «ходил в едином с ними Духе, во все время жизни шествовал по стопам святых, во все дни свои тщательно преуспевал в жизни евангельской… подобно какому-то светозарному великому светилу озарял Церковь Божию».

## Почитание свт. Григория Чудотворца
Похвальное слово свт. Григорию Чудотворцу свт. Григория Нисского включил в своё минологическое собрание прп. Симеон Метафраст.
В Константинополе, в церковь Св. Софии, свт. Григорий Чудотворец почитался примерно с IX века. Антоний, архиеп. Новгородский, описывает виденный им во время паломничества (1200) колонну свт. Григория Чудотворца в Св. Софии, а также его икону. По сообщению архиеп. Антония, колонна, обитаяй медью, была поставлена на месте явления Григория Чудотворца. Верующие прикладывались к ней грудью, плечами и получали исцеление. На этом месте в день памяти свт. Григория Чудотворца служил патриарх Константинопольский, и выносились мощи святого, очевидно хранившиеся в храме Св. Софии. Колонна сохранилась, но в наст. время она не связывается с именем свт. Григория; её называют «плачущей колонной», поскольку, согласно преданию, на ней выступает влага, обладающая целительной силой.
На Западе почитание свт. Григория Чудотворца возникло в IV в. благодаря литургической традиции (в основном из-за перевода Руфином Аквилейским «Церковной истории» Евсевия Кесарийского). Память святителя (17 ноября, ст. ст.) включена в Неаполитанский (мраморный) календарь, содержание которого восходит к VII в. На Западе наибольшее почитание Григория Чудотворца отмечено в дер. Сталетти (Калабрия, Юж. Италия), где в одном из василианских монастырей (Василиане)существовала посвящённая ему церковь, время её постройки точно не известно. В ней хранилась часть мощей святителя (когда и кем они были привезены, неизвестно).

### Мощи свт. Григория Чудотворца
Первоначально находились в построенном им храме в Неокесарии. Позже появляются сведения о пребывании их в разных частях христианского мира.
Правая рука и другие частицы мощей свт. Григория Чудотворца находятся в храме Гроба Господня в Иерусалиме, левая рука — в Большом Метеорском монастыре. В Греции частицы мощей Григория Чудотворца хранятся в монастыре вмч. Пантелеимона (Афон), в монастыре первомч. Стефана (Метеоры), в церкви св. Анастасии и в церкви вмч. Георгия (афинский район Неа-Иония), в монастыре Агиа-Лавра близ Калавриты, в монастыре равноапостольных Константина и Елены в Каламате, в монастыре Успения Пресв. Богородицы в Кинурии (Пелопоннес), в монастыре Кехровунион (о-в Тинос), в монастыре ап. Иоанна Богослова (о-в Патмос).
В Acta Sanctorum сообщается о перенесении главы свт. Григория Чудотворца в 1587 г. в Лиссабон (Португалия) (возможно, из дер. Сталетти), где она и хранится в настоящее время в церкви Сан-Роке. Частицы мощей свт. Григория Чудотворца есть также в лиссабонском храме св. Игнатия и в соборе Святого Петра в Риме.
В Москве частицы мощей свт. Григория Чудотворца находятся в храме свт. Григория Неокесарийского на ул. Б. Полянка.

### Почитание в славянской традиции
Пространное Житие свт. Григория Чудотворца, написанное свт. Григорием Нисским, переведено на славянский язык не позднее XII в., содержится в волоколамском комплекте Миней Четьих 80-х гг. XV в.; в Минеи Четьи Иоанна Милютина 40-х гг. XVII в. входит «житие вкратце» (нач.: «Град есть некий славен, старейшина римский…») и чудеса Григория Чудотворца. Возможно, что к этому тексту восходит перевод на «просту мову» (нач.: «Неокесария ест место над Чорным морем, которое грекове зовут Еуксинопонтом…»), выполненный не позднее 1669 г. и представленный несколькими украинско-белорусскими списками XVII в.
Краткое Житие свт. Григория Чудотворца переведено не позднее первой половины XII в. в составе Пролога в редакции Константина, еп. Мокисийского, и в составе Пролога Стишного в первой половине XIV в. у южных славян или на Афоне не менее чем дважды.
Перевод службы свт. Григорию Чудотворцу был сделан не позднее 60-х гг. XI в., старшие списки в составе новгородских Миней служебных 1097 г. и XII в.; текст опубликован И. В. Ягичем. Новый перевод службы выполнен на Афоне или в Болгарии в первой половине XIV в. в составе Миней служебных по Иерусалимскому уставу.
Каменная церковь, посвященная свт. Григорию Чудотворцу, была построена в Москве царским духовником Андреем Савиновым Постниковым в XVII в.

### Гимнография, посвященная свт. Григорию Чудотворцу
В кафедральном богослужении Константинополя IX—XII вв., согласно Типикону Великой церкви, память свт. Григория Чудотворца 17 ноября отличалась торжественностью; его последование включало тропарь плагального 4-го (то есть 8-го) гласа на псалом 50 утрени: В молитвах бодрствуя, чудес деланьми претерпевая; особые чтения Литургии: прокимен «тяжкого» (то есть 7-го) гласа из псалма 63, 1Кор. 16:13-24, аллилуиарий со стихом из псалма 91, Мф. 10:1, 5-8, причастен — Пс. 32:1.
В Студийско-Алексиевском Типиконе 1034 г. (древнейшей сохранившейся редакции Студийского устава, дошедшей в славянском переводе) на память свт. Григория Чудотворца назначается будничная служба с пением «Аллилуия».
В Евергетидском Типиконе кон. XI в. статус этой памяти выше: на утрене вместо «Аллилуия» исполняется «Бог Господь» и тропарь святому, канон святому поётся на 6, есть несколько самогласнов Григорию Чудотворцу, из чтений литургии с указанными в Типиконе Великой церкви совпадает только Евангелие (отличающиеся чтения: прокимен «тяжкого» (то есть 7-го) гласа из псалма 115, 1Кор. 12:7-11, аллилуиарий со стихом из псалма 131), причастен — Пс. 111:6-7. В южно-италийских редакциях Студийского устава (напр., в Мессинском Типиконе 1131 г.) служба в целом совпадает с указанной в Евергетидском Типиконе, но литургийные прокимен и аллилуиарий — как в Типиконе Великой церкви.
В Иерусалимском уставе указания о службе свт. Григория Чудотворца в целом те же, что и в Евергетидском типиконе. В славянских рукописях и печатных изданиях Иерусалимского устава этот день снабжён праздничным знаком  — 3 точками в полукруге (чёрного цвета, в рукописях XVI в. — красного цвета, так как знак чёрного цвета не употреблялся — см. ст. Знаки праздников месяцеслова), на литургии на блаженнах указываются третья и шестая песни канона свт. Григория Чудотворца. В Типиконе 1682 г. и последующих вплоть до современных изданий Типикона устав службы тот же, но на литургии на блаженнах оставлена только 3-я песнь канона свт. Григория Чудотворца.
Последование свт. Григорию Чудотворцу, содержащееся в совр. греческих и славянских богослужебных книгах, включает отпустительный тропарь (тот же, что и в Типиконе Великой церкви); кондак 2-го гласа на подобен «Вышних ища»: Чудес многих приём действо; канон Феофана плагального 4-го (то есть 8-го) гласа, с акростихом: Чудоделателю Григорию похвалу тку, ирмос: Колесницегонителя фараона , нач.: Твоих чудес во мне, Григорие; цикл стихир-подобнов и 4 самогласна; седален и светилен.
В рукописях встречаются и другие песнопения Григория Чудотворца: кондак 3-го гласа на подобен «Дева днесь»: «Сильный чудесами»; канон 4-го гласа, с акростихом: «Григория песнями звонкоголосными почитаю»; в троичнах и богородичнах акростих — имя автора: «смиренного Григория», ирмос: «Сделал землёй текущее естество вод», 1-я песнь не сохранилась, нач. 3-й песни: «Вот так юность сильнейшую»; канон плагального 4-го (то есть 8-го) гласа, без акростиха, ирмос: Воду прошед яко сушу, 2-й цикл стихир-подобнов и др..
Тропарь Григорию Чудотворцу, еп. Неокесарийскому
В молитвах бодрствуя, чудес деланьми претерпевая, / тезоимение стяжал еси исправления; / но молися Христу Богу, отче Григорие, / просветити души наша, / да не когда уснем в смерть.

### Иконография свт. Григория Чудотворца
Иконография свт. Григория Чудотворца как епископа — в фелони, с омофором, с Евангелием в руках — получила распространение в средневизантийский период; известны его единичные изображения как преподобного в монашеском облачении, со свитком (церковь свт. Иоанна Златоуста в Кутсовендис, Греция XI век).
Одно из ранних изображений Григория Чудотворца в составе святителей было представлено на мозаике в тимпане наоса собора Св. Софии Константинопольской (ок. 878; не сохранилось, известно по рис. Г. Фоссати). С конца средневизантийского периода его образ помещается, как правило, в зоне вимы в ряду образов других святителей (напр., роспись церкви Панагии Халкеон в Фессалонике (1028) — изображения 4 святителей Григориев (Чудотворец, Акрагантский, Богослов, Нисский) в алтарной нише под образом Богоматери Оранты, между окнами апсиды; мозаика в малой полусферической северо-западной нише в наосе кафоликона монастыря Осиос Лукас (30-е гг. XI в.) — погрудно, в фелони, с Евангелием в покровенной руке; мозаика в апсиде собора Св. Софии в Киеве (1037—1045); мозаика в диаконнике кафоликона Успения Пресвятой Богородицы монастыря Дафни (ок. 1100) — вместе со свт. Николаем и Григорием Акрагантским; роспись церкви Панагии Мавриотиссы в Кастории (кон. XII в.); роспись церкви вмч. Пантелеимона в Нерези (1164) и др.
Один из редких памятников иконописи с единоличным образом свт. Григория Чудотворца — византийская икона комниновского периода, предназначавшаяся для темплона (М. Хатзидакис, Ю. А. Пятницкий) или входившая в состав икон с образами святителей, украшавших апсиду (Т. Вельманс) (1-я пол. (2-й четв.?) XII в., Константинополь, ГЭ). Святитель представлен прямолично, чуть ниже пояса, в однотонной охристой фелони и белом омофоре с чёрными крестами, с Евангелием в покровенной левой руке, правой благословляет.
В росписи русских храмов был изображён (предположительно) в церкви Успения Пресвятой Богородицы на Волотовом поле близ Новгорода (не сохр., 1363 (?)) — на северной стене в жертвеннике, в церкви вмч. Феодора Стратилата на Ручью в Новгороде, (80—90-е гг. XIV в.) — в медальоне на юго-восточном пилоне в виме рядом с 3 святителями Григориями — Нисским, Акрагантским и неизвестным, и др.
Образ святителя устойчиво присутствует в минейных циклах, начиная с ранних иллюминированных минологиев: имп. Василия II (976—1025 гг.)  — под 18 ноября; Ватиканского (XI в.); из Национальной б-ки в Париже (1055—1056 гг.); Синаксаре из Давидгареджийского монастыря (1030 г.); из Королевской б-ки в Копенгагене (XI—XII вв.); из монастыря Дохиар на Афоне, а также на иконе (минея на сент., окт. и нояб., кон. XI в., монастырь вмц. Екатерины) — везде в рост — и в настенных минологиях ряда сербских церквей: Христа Пантократора монастыря Дечаны (1335—1350), вмч. Димитрия Маркова монастыря (ок. 1376) — предположительно изображение погрудное,- св. Апостолов [св. Спаса] в Печской Патриархии (1561), свт. Николая в Пелинове (1717—1718), в церкви Св. Троицы монастыря Козия в Валахии, Румыния (ок. 1386).
Ряд минологиев продолжают русские минейные иконы и гравированные святцы, в которых образ святого представлен с той же последовательностью, что и в византийских и балканских памятниках, начиная с наиболее ранних сохранившихся миней: на минейных иконах на ноябрь из Иосифов-Волоколамского монастыря 1569 г. (ГТГ), XVI в. (ГИМ), на годовой минее нач. XIX в. (УКМ) и др. Единоличные изображения свт. Григория Чудотворца редки: резная каменная иконка предположительно из Новгорода, датируемая не ранее XV в. (собр. А. С. Уварова, ГИМ) с композицией «Гроб Господень» на одной стороне, с полуфигурой святителя с надписью: Григори Чюдо / ТУОРДИЕ / ОЦАЪДГОРЬ — на другой, облачён в фелонь, с омофором, в левой руке — Евангелие, правой двуперстно благословляет; для облика Григория Чудотворца нетипична средней длины окладистая борода. Живописный образ свт. Григория Чудотворца представлен на столбике царских врат (Москва, 2-я пол. XVI в. (ГТГ)) — прямолично, в рост, рядом с образом свт. Василия Великого.
В греческом иконописном подлиннике нач. XVIII в. — «Ерминии» Дионисия Фурноаграфиота — облик святителя описан следующим образом: «Старец кудрявый, с короткою бородою»; в рус. традиции, согласно иконописным подлинникам XVIII в., он «сед, плешив, брада проста, подоле Николины (свт. Николая Мирликийского), риза кресты багор, испод вохра, амфор и Евангелие». В составленном В. Д. Фартусовым «Руководстве к писанию икон святых угодников Божиих» (1910) о свт. Григории Чудотворце сказано: «Типом славянин г. Неокесарии; великий старец, сед, с небольшой кругловатой бородой, почти средней величины; плешив; лицом худощав, но приятен, кроток и любвеобилен; одежда — фелонь и омофор. В руках посох, как у старика».
В день памяти свт. Григория Чудотворца вспоминается также явление Богоматери святителю, когда по Её велению апостол Иоанн Богослов изложил Григория Чудотворца краткий Символ веры. В своде чудотворных икон Божией Матери, собранном Евгением Поселянином, под 17 ноября приведены история Её явления и текст Символа веры, однако прямого указания на существование иконы с таким сюжетом нет. В церкви во имя свт. Григория Неокесарийского на Большой Полянке в Москве за правым клиросом находилась икона «Символ веры», а за левым — парная к ней икона «Отче наш» (обе — 1668—1669, ныне в ГРМ). В сборнике Поселянина упомянуто ещё одно явление Богоматери со ссылкой на Григория Чудотворца как на рассказчика о чуде с блж. отроковицей Музой; повествование отнесено ко дню памяти святой — 16 мая.

## Богословие
В немногочисленных подлинных сочинениях свт. Григория Чудотворца представлено главным образом учение о триедином Боге, важное для понимания богословия доникейской эпохи. Квинтэссенцией триадологии древней Церкви является «Символ веры» Григория Чудотворца. Основные его положения дополняются и раскрываются в «Благодарственной речи Оригену», а также в трактате «К Феопомпу…». Особенный интерес вызывает вопрос о влиянии учения Оригена на богословские взгляды свт. Григория Чудотворца.

### Учение о Боге
Согласно свт. Григорию Чудотворцу, «естество Божие неизреченно и неизъяснимо, не имеет подобия ни с чем»; Бога невозможно не только постичь, но даже воспеть достойным образом. Только Сам Бог Слово может исполнить надлежащую меру хвалы Отцу. Свт. Григорий именует Бога первым Умом (ὁ πρῶτος νοῦς); такое именование ставит свт. Григория Чудотворца в один ряд с Оригеном и средними платониками и отличает от апологетов раннехристианских, у которых «Умом» называлось Слово. Также подобно Оригену свт. Григорий развивает учение о простоте, однородности, неделимости и неопределимости Божественной сущности, её абсолютном внутреннем согласии и свободе. Вместе с тем свт. Григорий Чудотворец далёк от представления, согласно которому Бог, наслаждаясь Своей славой, не имеет никакого попечения о человеческом роде: как мы можем приписывать благость тому, чья благость и щедрость сокрыты от нас? Григорий Чудотворец называет Бога Виновником и Правителем вселенной, Который постоянно промышляет обо всем и печется о людях, как в величайшем, так и в самом незначительном.

### Триадология
Термин «Троица» (греч. τριάς), впервые встречающийся у свт. Феофила Антиохийского, к времени свт. Григория Чудотворца употреблялся такими церковными писателями, как Ориген, святители Дионисий Римский, Дионисий Александрийский. Для Григория Чудотворца Отец, Сын и Св. Дух суть «Троица совершенная, славою и вечностью и царством не разделяемая и не отчуждаемая». В Св. Троице нет ничего созданного, Она не имеет в Себе ничего рабского или такого, что было бы привнесено впосл. как чуждое Ей и что прежде не существовало, поскольку никогда не было такого времени, когда бы Отец был без Сына, или Сын — без Духа, но Она непреложна и неизменна и всегда тождественна Себе Самой. Выражая в «Символе веры» исповедание единства Божества, Григорий Чудотворец прилагает наименование «единый» ко всем Лицам Св. Троицы, благодаря чему утверждается одновременно как единство Божества, так и различие ипостасей. Бог — прежде всего «Отец Слова живого, Премудрости ипостасной и Силы, и Начертания вечного, совершенный Родитель Совершенного, Отец Сына единородного». Наименования второго Лица Св. Троицы Словом, Премудростью и Силой, заимствованные из Свящ. Писания, употреблялись именно в таком порядке современниками свт. Григория Чудотворца (святителями Дионисием Римским, Дионисием Александрийским). Определение Слова как «живого» (или «живого и одушевленного») созвучно с представлением Оригена о том, что Божественный Логос отличен от обычного человеческого слова, которое не имеет реального бытия отдельно от человека.
Свт. Григорий Чудотворец выразил вполне определённое для богословской терминологии того времени учение о Сыне Божием, Его ипостасной особенности, Божественном достоинстве и равночестности с Отцом. Сын есть совершеннейшее, живое и одушевлённое Слово первого Ума, Премудрость и Сила Самого Отца всего, Истина (Ibidem), Единородное и Перворожденное Слово Отца. Свт. Григорий Чудотворец стремится выразить идею теснейшего единства Сына с Отцом: Он в Нем есть и с Ним соединён непосредственно; Его Сам Отец всего соделал единым с Собой. Он — сущий в Отце Бог Слово. Равночестность Сына с Отцом проявляется, в частности, в том, что только Сын может воссылать непрестанные благодарения Отцу как за Самого Себя, так и за всех. В отношении к миру Сын — Создатель, Царь, Управитель и Попечитель вселенной, неисчерпаемый источник всяческих благ, Предстатель наших душ и Спаситель. Он один может уврачевать наши немощи.
По характеристике Сагарды, если терминология Григория Чудотворца «не отличается богословской точностью не только в благодарственной речи, но и даже в символе, где заметно стремление дать полное выражение своим богословским мыслям посредством возможно большего числа терминов и оборотов, то… его богословские взгляды… не заключают в себе тех отступлений от нормы церковного учения в вопросе о втором Лице Св. Троицы, какие наблюдаются в богословии его учителя».
Согласно свт. Василию Великому, на авторитет свт. Григория Чудотворца ссылались неокесарийские савеллиане: в письме к Анфиму Тианскому они передают слова Григория Чудотворца из «Диалога с Элианом» о том, что «Отец и Сын, хотя в умопредставлении суть два, однако же в ипостаси едино». Однако такое выражение объясняется скорее следствием нечёткой богословской терминологии III в. (в частности, неразличением понятий «сущность» и «ипостась») и полемическим подтекстом (стремление доказать образованному язычнику Элиану, что исповедание трёх Лиц Св. Троицы не разрушает единство Божества), чем предполагаемыми савеллианскими тенденциями в учении свт. Григория Чудотворца. Косвенным свидетельством этого служат др. слова свт. Василия Великого, обращённые к неокесарийским христианам: «Ипостасей не отметайте; Христова имени не отрицайтесь; слов Григориевых не толкуйте превратно». Относительно употребления свт. Григория Чудотворца в том же сочинении терминов «тварь» и «произведение» применительно к Сыну, впосл. используемых арианами, свт. Василий пишет: «Много найдешь там слов, которые служат теперь весьма великим подкреплением для еретиков, например: „тварь“, „произведение“ и тому подобные слова; а невежественно выслушивающие написанное относят к понятию о Божестве и многое такое, что сказано о соединении с человечеством».
Сжатым выражением триадологии свт. Григория Чудотворца служит славословие, установленное им в Понтийской Церкви и сохранившееся в ней до времени свт. Василия Великого: «Тебе Богу и Отцу честь и слава с Сыном и со Святым Духом». Против употребления этой формулы в IV в. выступали пневматомахи, видя в ней выражение равночестности Св. Духа с Отцом и Сыном.
Свт. Григорий Чудотворец оказал заметное влияние на богословие последующего времени, особенно на отцов-каппадокийцев. Свт. Василий Великий с ранних лет заучивал изречения свт. Григория Чудотворца со слов св. Макрины Старшей, и подчёркивал, что никогда не изменял понятия о Боге, приобретённого в детстве, но совершенствовал преподанные ему начала. Наиболее яркие выражения «Символа веры» Григория Чудотворца утвердились в догматических воззрениях капподокийцев. Свт. Василий пишет: «Ни тварным не называем Духа, Который поставлен в ряду с Отцом и Сыном, ни служебным». Свт. Григорий Богослов приводит слова «Символа веры» в 40-м слове: «В Троице… нет ничего рабского, ничего тварного, ничего вносного, как слышал я от одного из мудрых», единая Сила, Которая обретается в Трёх различно, «не возрастает или не умаляется через прибавления и убавления, повсюду равна, повсюду та же». В 1-м слове его таинственных песнопений учение об ипостасях Св. Троицы построено по схеме «Символа веры» свт. Григория Чудотворца с употреблением сходных выражений (Родитель, великий Отец Единородного Сына, Единственный Единственного). Свт. Григорий Нисский пишет в 5-м письме: «Мы веруем, что к Святой Троице не сопричисляется ничего служебного, ничего тварного». Также его учение о том, что ипостасной особенностью Св. Духа служит то, что Он «неединородно происходит от Отца и является через Его Сына», воспроизводит слова «Символа веры» свт. Григория Чудотворца. В сб. Doctrina Patrum (VII — нач. VIII в.) «Символ веры» свт. Григория Чудотворца расположен рядом с Никео-Константинопольским Символом веры. Прп. Иоанн Дамаскин повторяет слова «Символа веры» Григория Чудотворца, когда пишет: «Ни Отец никогда не был без Слова, ни Слово без Духа» Ioan., а в трактате «О Святой Троице» целиком воспроизводит его, не называя имени Григория Чудотворца, как точное выражение учения о Троице, что свидетельствует о высоком авторитете учения свт. Григория Чудотворца в более поздний период.

## Творения
Литературная деятельность свт. Григория Чудотворца не была обширной, что во многом объясняется характером и условиями его епископского служения. Выяснение подлинного объёма наследия свт. Григория затруднено отсутствием подробного перечня его трудов в древних памятниках (напр., у Евсевия Кесарийского), а также рукописных сборников творений.

### Подлинные творения
Прощаясь с учителем, Григорий Чудотворец произнёс торжественное «Похвальное слово в честь Оригена» (In Origenem oratio panegyrica). Свт. Григорий называл его «Благодарственной речью». План и характер «Речи» соответствуют категории прощальных речей. Долгое время это произведение находилось среди рукописей Оригена, его использовали Памфил и Евсевий Кесарийский в защиту Оригена. «Речь» сохранилась в 6 рукописях: 1. Vatic., gr. 386 bombycin., fol. 1a-12b, saec. XIII; 2. Paris., gr. 616, membrac., a. 1339, fol. 2a-18b; 3. Venetus Marcianus, gr. 44, chartac., fol. 1a-13b, saec. XV; 4. Palatino-Vatic., gr. 309, chartac., fol. 1a-18b, a. 1545 (положен в основу издания Д. Хошеля 1605 г.); 5. Oxoniensis Novi Collegii, gr. 146, chartac., fol. 1a-13b, saec. XIV; 6. Venetus Marcianus, gr. 45, chartac., saec. XIV (повреждена). 7-я рукопись (копия 1-й), положенная в основу издания Г. Воссиуса, утрачена. Согласно Кёчау, рукописи 4 и 5 представляют списки рукописи 3, а рукописи 2 и 3 являются списками рукописи 1. Т. о., основная рукопись -Vatic. N 386, лежит в основе изданий Кёчау и А. Крузеля.
«Изложение веры» (Expositio fidei), или Символ веры Григория Чудотворца сохранился в списках Слова свт. Григория Нисского, а также в многочисленных греческих рукописях с надписанием: «Изложение веры по откровению Григория, епископа Неокесарийского», или «Божественное тайноводство святого Григория Чудотворца», и т. п. В позднейших рукописях цитируется под сокращённым названием «Откровение Григория». Существуют 2 латинских, сирийский и славянский переводы. Подлинность Символа неоднократно подвергалась сомнению, однако после исследования К. Каспари она признаётся (см.: Сагарда. С. 244—281; во 2-й четв. XX в. аутентичность Символа была поставлена под сомнение Л. Абрамовски и М. ван Эсбруком — Abramowsky. 1976; Esbroeck. 1989). В отличие от других древних, Символов «Изложение веры» Григория Чудотворца содержит только учение о Св. Троице.
«Каноническое послание» (Epistula canonica) свт. Григория Чудотворца написано по поводу нашествия на Понт варваров после поражения имп. Деция (251) с целью дать руководство относительно того, как поступать с виновными в грубых нарушениях норм поведения среди понтийской паствы.
«Переложение Екклесиаста» (Metaphrasis in Ecclesiasten Salamonis) представляет собой сжатый пересказ Книги Екклесиаста, в основу которого положен перевод семидесяти. Поводом к его написанию, по-видимому, послужило распространение эпикурейско-гедонистических взглядов в обществе во 2-й пол. III в. (к этому же времени относятся комментарии на Книгу Екклесиаста сщмч. Ипполита Римского и свт. Дионисия Александрийского). Большинство греческих рукописей атрибутируют это произведение свт. Григорию Богослову, однако уже Руфин Аквилейский утверждал, что свт. Григорий Чудотворец написал великолепнейшее переложение Екклесиаста.
В сирийском переводе сохранился трактат Григория Чудотворца «К Феопомпу о возможности и невозможности страданий для Бога». В нём обсуждается вопрос о том, как согласовать представление о бесстрастном Боге с Его снисхождением до страданий и смерти.

### Сомнительные творения
Послание «К Филагрию о единосущии» в сирийском переводе надписано именем Григория Чудотворца, в греческом подлиннике известно как послание «К Евагрию монаху о Божестве», приписываемое в древних рукописях свт. Григорию Богослову (письмо 243), свт. Василию Великому и свт. Григорию Нисскому. «К Татиану краткое слово о душе» (Ad Tatianum de anima per capita disputatio) содержит основные пункты христианского учения о душе. Николай, еп. Мефонский (XII в.), ссылается на этот трактат в соч. «Разъяснение „Первооснов теологии“ Прокла», которое, в свою очередь, восходит к трактату Прокопия Газского «Опровержение Прокловых богословских глав» (нач. VI в.). Автором Слова к Татиану здесь называется «великий Григорий Чудотворец». Рукописная традиция относит это произведение к Григорию Чудотворцу и прп. Максиму Исповеднику. Согласно Ж. Лебретону, трактат — компиляция V—VII вв. В пользу авторства свт. Григория выступали Риссель, Дрезеке, Сагарда.
С именем свт. Григория Чудотворца в разных сборниках фрагментов из творений древне-церковных писателей сохранились фрагменты догматического, экзегетического и нравственно-аскетического содержания.

### Неподлинные творения
В «12 главах о вере» (De fide capitula duodecim) приводятся анафематизмы еретических воззрений, которым автор противопоставляет правильное, по его мнению, учение. Во 2-й части каждой главы даётся более подробное изъяснение сути каждого анафематизма. Сочинение носит антиаполлинарианский характер и находится в тесной связи с 2 книгами «Против Аполлинария», приписываемыми свт. Афанасию Великому. «Подробное изложение веры» сохранилось в греческом оригинале, латинском и сирийском переводах. Долгое время сочинение приписывалось Григорию Чудотворцу, однако уже в древности (начиная с блж. Феодорита Кирского) появились свидетельства того, что оно в действительности принадлежит Аполлинарию (младшему), еп. Лаодикийскому. Содержание произведения — триадология, христология, пневматология — указывает на его происхождение во 2-й пол. IV века.
Особую группу составляют проповеди, приписываемые Григорию Чудотворцу. Известно 11 проповедей (бесед), связанных с именем Григория Чудотворца, однако ни одна из них ему не принадлежит. К ним относятся: 3 беседы на Благовещение (1-я сохр. также в сирийском, армянском, грузинском, славянском, арабском переводах, 2-я — в армянском и грузинском, 3-я во мн. греческих и славянских списках атрибутируется свт. Иоанну Златоусту); «Беседа на святое Богоявление» (сохр. во мн. греческих рукописях, в сирийском переводе приписывается свт. Иоанну Златоусту); «Беседа на всех святых»; «Беседа на Рождество Христово» (сохр. в армянском переводе, греческий оригинал печатается среди творений свт. Иоанна Златоуста); небольшой отрывок «Беседы о Воплощении» (сохр. в той же армянской рукописи, что и предыдущая беседа); «Похвала Пресвятой Богородице и Приснодеве Марии» (сохр. в армянской ркп., греческий текст — среди неподлинных бесед свт. Иоанна Златоуста под названием «На Рождество Христово»); «Похвальное слово Пресвятой Богородице и Приснодеве Марии»; «Похвальное слово в честь святого первомученика Стефана» (оба слова также сохр. в армянских рукописях); «Беседа в честь Пресвятой Богоматери Приснодевы» (сохр. в армянском переводе, греческий оригинал совпадает с беседой, атрибутируемой свт. Григорию Нисскому).
Среди приписываемых свт. Григорию Чудотворцу произведений выделяются также заклинательные молитвы над бесоодержимыми, содержащиеся в некоторых греческих и славянских рукописях, в Требнике свт. Петра (Могилы).

### Утраченные творения
Свт. Василий Великий упоминает о «Диалоге с Элианом» свт. Григория Чудотворца, текст его не сохранился. Также не сохранились письма Григория Чудотворца, существование которых можно предполагать на основании свидетельства блж. Иеронима.

### Славяно-русская традиция сочинений свт. Григория Чудотворца
С именем свт. Григория Чудотворца в заголовке на славянский язык по крайней мере дважды переводилась беседа на Благовещение (1-я), принадлежащая Севериану, еп. Гавальскому. Первый перевод, выполненный не позднее X в. (нач.: «Днесь англьскомь вьпльчениемь петия освещаются…»), представлен в Михановича Гомилиарии. 2-й перевод (нач.: «Днесь ангелскаго полка песьнопения уясняються…») осуществлён в посл. четв. XIV в. в Болгарии или в Константинополе книжниками из окружения Тырновского патриарха св. Евфимия в составе т. н. Студийской коллекции и содержится в большом числе южно- и восточнославянских рукописей. Кроме того, в южнославянских минейных Торжественниках кон. XIV—XVI в. с этим именем встречается «Беседа на Рождество Христово» (нач.: «Радуйтеся о Господи всегда. С Павлом бо ликовствуя пакы реку: „Радуйтеся“, вам присно еже радоватися…»), переведённая, вероятно, также в составе Студийской коллекции (греческий оригинал не изв.).

## Список сочинений
- CPG, N 1763—1794; собр.:
  - Opera omnia / Ed. G. Vossius. Moguntia, 1604. 2 vol. in 1 [1-е издание творений];
  - SS. PP. Gregorii Thaumaturgi, Macarii Aegyptii et Basilii Seleuciae Isauriae episcopi opera omnia graeco-latina / Ed. F. Ducaeus. P., 1622 [улучш. изд.];
  - Bibliotheca Veterum Patrum / Ed. P. Gallandius. Venetia, 1767. T. 3. P. 385—470 [соч., признававшиеся подлинными]; PG. 10. Col. 963—1232;
  - Pitra. Analecta sacra. Vol. 3. P. 589—595; Vol. 4. Р. 81-169, 345—412 [соч., открытые в XIX в., включая фрагм., в том числе в сирийском и армянском пер.];
  - BEPS. T. 17. S. 275—376. 'AqÁnai, 1958; рус. пер.: Творения св. Григория Чудотворца, еп. Неокесарийского / Пер.: Н. И. Сагарда. Пг., 1916, 1996р;
  - Отцы и учители Церкви III в.: Антология / Сост.: Иларион (Алфеев). иером. М., 1996. Т. 2. С. 160—207;
  - St. Gregory Thaumaturgus: Life and Works / Introd., transl. and notes by M. Slusser. Wasch., 1998 (Fathers of the Church; Vol. 98);
- In Orig.: PG. 10. Col. 1049—1104;
  - Gregors des Wundertaters Dankrede an seinen Lehrer Origenes / Ed. J. A. Bengel. Stuttg., 1722;
  - Gregorius Thaumaturgus Panegyricus Origeni dictus / Ed. J. H. Callenberg. Halae, 1727;
  - Origenes. Opera omnia / Ed. Ch. de la Rue. P., 1759. Bd. 4;
  - Idem / Ed. C. H. E. Lommatzsch. B., 1848п [прил.];
  - Koetchau P. Des Gregorius Thaumaturgos Dankrede an Origenes als Anhaug der Brief des Origenes an Gregorios Thaumaturgos / Hrsg. G. Krüger // Sammlung ausgewählter kirchen- und dogmengeschichtlicher Quellenschriften. H. 2. Freib. i. Br.;
  - Lpz., 1894; SC. N 148 / Ed. H. Crouzel. 1969 (рус. пер.: Благодарственная речь Оригену / Пер. и предисл.: Н. И. Сагарда // ХЧ. 1912. Нояб. С. 1177—1198; Дек. С. 1321—1341; Творения. С. 18-52);
- Expositio fidei:
  - PG. 10. Col. 983—988;
  - Caspari C. P. Alte und neue Quellen zur Geschichte des Taufsymbols und der Glaubensregel // Christiania. 1879. S. 1-34 [греческий текст, 2 латинских пер. и сирийская версия] (рус. пер.: Изложение веры // ХЧ. 1821. Ч. 1. С. 235—236; Православное исповедание веры. М., 1830; Творения. С. 57);
- Epistula canonica:
  - PG. 10. Col. 1019—1048;
  - Routh M. J. Reliquiae sacrae. Oxonii, 18462. Vol. 3. P. 251—283 (рус. пер.: Каноническое послание // ХЧ. 1913; Творения. С. 58-61);
- Metaphr. Eccl.:
  - PG. 10. Col. 987—1018 (рус. пер.: Переложение Екклесиаста // Пер. и предисл.: Н. И. Сагарда // ХЧ. 1913. Апр. С. 552—561; Май. С. 687—695; Творения. С. 62-79);
- Ad Theopompum:
  - Analecta Syriaca. Lipsii et Londini / Ed.: P. de Lagarde. 1858. P. 46-64 [сирийский текст];
  - К Феопомпу о возможности и невозможности страданий для Бога / Пер. и предисл.: Н. И. Сагарда // ХЧ. 1913. Июнь. С. 833—846; Июль / Авг. С. 993—1003;
  - Творения. С. 80-100;
- Проповеди:
  - PG. 10. Col. 1145—1190; 1197—1206;
  - Слова иже во святых Отца нашего Григория, епископа Неокесарийского, переведенные с Еллиногреческого языка на славянороссийский Императорской Академии Художеств законоучителем, Краснохолмского Николаевского Антониева монастыря архимандритом Сергием. СПб., 1792;
  - Слово на Благовещение Пресв. Богородицы [1-е] // ХЧ. 1837. Ч. 1. С. 249—262;
  - Слово 3-е на Благовещение… // ХЧ. 1840. Ч. 1. С. 249—259;
  - Гомилетические произведения / Предисл. и пер.: Н. И. Сагарда // ХЧ. 1914. Сент. С. 1035—1053;
  - На Благовещение, 3-я // Там же. С. 1054—1052;
  - На Св. Богоявление // Там же. С. 1058—1064;
  - На всех святых // Там же. С. 1065—1066;
  - На Рождество Христово // Там же. Окт. С. 1197—1209;
  - О Воплощении Господа // Там же. С. 1209—1210;
  - Похвала Пресв. Богородице и Приснодеве Марии // Там же. С. 1210—1213;
  - Похвальное слово. Пресв. Богородице… // Там же. С. 1213—1216;
  - Похвальное слово в честь первомуч. и диак. св. Стефана // Там же. Нояб. С. 1381—1387;
  - Творения свт. Иоанна Златоуста. Т. 2. СПб., 1899. С. 852—857 [3-я беседа на Благовещение];
  - Беседа в честь Пресв. Богородицы, Приснодевы // Там же. С. 1387—1397;
  - То же // Приб. Церк. Вед. 1896. № 14. С. 495—505;
  - Творения. С. 131—194.

### Рекомендуемая литература
- Повесть о славных деяниях блаженного Григория, епископа Неокесарийского (Сирийское житие святого Григория Чудотворца) (Пер. проф. Н. И. Сагарда. Пг., 1916)
- Благодарственная речь Оригену (Пер. проф. Н. И. Сагарда. Пг., 1916)
- Письмо Оригена к св. Григорию Чудотворцу (Пер. проф. Н. И. Сагарда. Пг., 1916)
- Изложение веры (Пер. проф. Н. И. Сагарда. Пг., 1916)
- Каноническое послание (Пер. проф. Н. И. Сагарда. Пг., 1916)
- Переложение Екклесиаста (Пер. проф. Н. И. Сагарда. Пг., 1916)
- К Феопомпу о возможности и невозможности страданий для Бога (Пер. проф. Н. И. Сагарда. Пг., 1916)
- К Филагрию о единосущи (Пер. проф. Н. И. Сагарда. Пг., 1916)
- К Татиану краткое слово о душе (Пер. проф. Н. И. Сагарда. Пг., 1916)
- Двенадцать глав о вере (Пер. проф. Н. И. Сагарда. Пг., 1916)
- Подробное изложение веры (Пер. проф. Н. И. Сагарда. Пг., 1916)
- Беседа 1. На Благовещение Пресвятой Богородицы (Пер. проф. Н. И. Сагарда. Пг., 1916)
- Беседа 2. На Благовещение Всесвятой Богородицы и Приснодевы Марии (Пер. проф. Н. И. Сагарда. Пг., 1916)
- Беседа 3. На Благовещение Всесвятой Богородицы Девы Марии (Пер. проф. Н. И. Сагарда. Пг., 1916)
- Беседа на святое Богоявление (Пер. проф. Н. И. Сагарда. Пг., 1916)
- Беседа на Рождество Христово (Пер. проф. Н. И. Сагарда. Пг., 1916)
- Слово о воплощении Господа (Пер. проф. Н. И. Сагарда. Пг., 1916)
- Похвала Пресвятой Богородице и Приснодеве Марии (Пер. проф. Н. И. Сагарда. Пг., 1916)
- Похвальное слово Пресвятой Богородице и Приснодеве Марии (Пер. проф. Н. И. Сагарда. Пг., 1916)
- Фрагменты твореній: I. Догматического содержания. II. Экзегетического содержания. III. Нравственные наставления (Пер. проф. Н. И. Сагарда. Пг., 1916)
- Заклинание на духов нечистых (Пер. проф. Н. И. Сагарда. Пг., 1916)
- Биография, библиография работ автора и  библиография работ об авторе на научно – богословском портале Богослов.РУ
- Статья из XIII тома «Православной энциклопедии»
  - https://web.archive.org/web/20070927212842/http://www.sedmitza.ru/index.html?sid%7C77&did%7C39055&p_comment%7Cbelief
  - https://web.archive.org/web/20070930020032/http://www.sedmitza.ru/index.html?sid%7C77&did%7C39055&p_comment%7Chistory
  - https://web.archive.org/web/20070927212407/http://www.sedmitza.ru/index.html?sid%7C77&did%7C39055&p_comment%7Cculture
- Житие святого отца нашего Григория чудотворца, епископа Неокесарийского // Жития святых на русском языке, изложенные по руководству Четьих-Миней свт. Димитрия Ростовского : 12 кн., 2 кн. доп. — М.: Моск. Синод. тип., 1903—1916. — Т. III: Ноябрь, День 17. — С. 444.
- Барсов Н. И. История первобытной христ. проповеди (до IV в.). СПб., 1885. С. 276—292;
- Певницкий В. Ближайшие сотрудники Оригена в деле церк. проповеди // ТДКА. 1883. № 3. С. 411—441;
- Певницкий В. Св. Григорий Чудотворец, епископ Неокесарийский и приписываемые ему проповеди // Там же. 1884. № 3. С. 339—387;
- Сагарда Н. И. Св. Григорий Чудотворец, еп. Неокесарийский: Его жизнь, творения и богословие. Пг., 1916. СПб., 2006p;
- Шварц Е. М. «Повесть о Григории Чудотворце и идольском жреце» в Усть-Цилемских рукописных сборниках // ТОДРЛ. 1979. Т. 34. С. 341—350;
- PG. 117. Col. 165 [Минологий Василия II];
- Книга Паломник. — С. 6, 52, 73;
- ЖСв. Нояб. С. 444—463.

Литература по иконографии свт. Георгия
- Фартусов. Руководство к писанию икон. С. 76-77;
- Антонова, Мнева. Каталог. Т. 2. Кат. 488. С. 106;
- Ritter A. M. // LCI. Bd. 6. Sp. 453—454;
- Мијовић. Менолог. С. 193, 195, 198, 200, 201, 326;
- Этингоф О. Е. Византийские иконы VI-1-й пол. XIII в. в России. М., 2005. Кат. 15. С. 595—599.

Иноязычная литература
- Ryssel V. Gregorius Thaumaturgus: Sein Leben und seine Schriften: Nebst Übers. zweier bisher umbekannter Schriften Gregors aus dem Syrischen. Lpz., 1880;
- Ryssel V. Eine syrische Lebensgeschichte des Gregorius Thaumaturgus // Theologische Zeitschrift aus der Schweiz. Zürich, 1894. N 11 (4). S. 228ff;
- Dräseke J. Der kanonische Brief des Gregorios von Neocaesarea // Jahrbücher für protestantische Theologie. Lpz., 1881. Bd. 7. S. 724—756;
- Dräseke J. Johannes Zonaras’ Kommentar zum kanonischen Brief des Gregorios von Neocaesarea // Zeitschrift für Wissenschaftliche Theologie. 37. 1894. Bd. 37. S. 246—260;
- Weyman C. Zu Gregorios Thaumaturgos // Phil. N 55. 1896. S. 462—464;
- Koetschau P. Zur Lebensgeschichte Gregors des Wunderthäters // Zeitschrift für wissenschaftliche Theologie. Jena, 1898. Bd. 41. S. 211—250;
- Brinkmann A. Gregors des Thaumaturgen Panegyricus auf Origenes // Rheinisches Museum für Philologie (новая серия). T. 56. 1901. S. 55-76;
- Lebreton J. Le traite de l’ame de saint Gregoire le Thaumaturge // BLE. 1906. N 3. P. 73-83;
- Poncelet A. La Vie latine de St. Gregoire Thaumaturge // RSR. 1910. Vol. 1. P. 132—160, 567—569;
- Bousset W. Apophtegmata. Tüb., 1923. S. 340 f ["К Филагрию"];
- Jugie M. Les homelies mariales attribuees a St. Gregoire le Thaumaturge // AnBoll. 1925. Vol. 43. P. 86-95;
- Martin C. Note sur deux homelies attribuees a St. Gregoire le Thaumaturge // RHE. 1928. N 24. P. 364—373;
- Froidevaux L. Le symbole de St. Gregoire le Thaumaturge // RSR. 1929. Vol. 19. P. 193—247;
- Peradze G. Die altchrist. Literatur in der georgischen Überlieferung // Oriens Chr. 1930. S. 90 f.;
- Telfer W. The Latin Life of St. Gregory Thaumaturgos // JThSt. 1930. Vol. 31. P. 354—363;
- Telfer W. The Cultus of St. Gregory Thaumaturgos // HarvTR. 1936. Vol. 29. P. 295—344;
- Soloview A. Saint Gregoire, patron de Bosnie // Byz. Vol. 29. 1949. P. 263—279;
- Crouzel H. Gregoire le Thaumaturge et la conversation avec Elien // RSR. 1963. Vol. 51. P. 422—431;
- Crouzel H. Le Remerciement a Origène de S. Gregoire le Thaumaturge // Science ecclesiastique. 1964. Vol. 16. P. 59-91;
- Crouzel H. Gregoire le Thaumaturge (saint), evêque de Neo-Cesaree // DSAMDH. 1967. T. 6. Col. 1014—1020;
- Crouzel H. Introduction // SC. N 148. P., 1969. P. 11-92;
- Thomson R. The Teaching of S. Gregory: An Armenian Cathechism. Cambr. Mass., 1970;
- Abramowsky L. Der Bekenntnis des Gregor Thaumaturgus und das Problem seiner Echtheit // ZKG. 1976. Bd. 87. S. 145—166;
- Van Dam R. Hagiography and History: The Life of Gregory Thaumaturgus // Classical Antiquity. Berkely, 1982. Vol. 1. P. 272—308;
- Esbroeck M., van. Fragments sahidiques du panegyrique de Gregoire le Thaumaturge par Gregoire de Nysse // OLP. 1975—1976;  Vol. 5 (7), P. 555—568;
- The Credo of Gregory the Wonderworker and Its Influence through Three Centuries // StPatr. 1989. T. 19. P. 255—266;
- Les versions syriaques du panegyrique de Gregoire le Thaumaturge // Aram. 1993. Vol. 5. P. 537—553;
- Le martyre georgien de Gregoire le Thaumaturge et sa date // Le Museon. 1999. N 112. P. 129—185;
- Slusser M. The «To Philagrius on Consubstantiality» of Gregory Thaumaturgus // StPatr. 1990. T. 19. P. 230—235;
- Slusser M. The Main Ethical Emphases in the Writings of Gregory Thaumaturgus // Ibid. 1997. T. 31. P. 357—362;
- Slusser M. Gregory Thaumaturgos: Life and Works. Wash., 1998 (Fathers of the Church; 98);
- MacCoull L. S. B. Gregory Thaumaturgus’ Vision Re-Envisioned // RHE. 1999. T. 44. № 1. P. 5-14.
- BHG, N 715-715e;
- SynCP. Col. 201, 229—230;
- Telfer W. The Cultus of St. Gregory Thaumasturgus // The Harvard Theological Review. 1936. Vol. 29. N 4. P. 225—344;
- Meinardus O. A Study of the Relics of Saints of the Greek Orthodox Church // Oriens Chr. 1970. Bd. 54. S. 188—189;
- Janin R. Gregorio, Taumaturgo, vescovo di Neocesarea // BiblSS. Vol. 7. P. 214—217.